# ساموئل پیج
ساموئل پیج (انگلیسی: Samuel Page؛ زادهٔ ۵ نوامبر ۱۹۷۶) یک هنرپیشه اهل ایالات متحده آمریکا است. وی از سال ۱۹۹۹ میلادی تاکنون مشغول فعالیت بوده‌است.
او در فیلم سقوط کردن بازی کرده است.